# Kappa bungarotoxina
La kappa bungarotoxina es una neurotoxina que se une a los receptores nicotínicos  de los músculos esqueléticos (nAChRs), lo que puede causar fallo respiratorio. La toxina proviene de la mordida de la serpiente venenosa krait rayada.

## Toxicocinética

### Absorción
La Kappa bungarotoxina es usada por el elápido krait para inmovilizar a sus presas. La absorción se produce por la picadura de serpientes y va directamente al flujo sanguíneo
Cuando la toxina se encuentra en el flujo sanguíneo, se une al receptor nicotínico de acetilcolina de los músculos esqueléticos, más precisamente a a la subunidad alfa 3 de dicho receptor. Hay dos regiones principales identificadas a las cuales se une la kappa-bungarotoxina, ambas se encuentran en la región N-terminal de la subunidad que está expuesta al espacio extracelular. Cuando se produce la unión el receptor deja de ser funcional.

### Metabolismo
No se observan a menudo monómeros de kappa-bungarotoxina, se presenta principalmente en su forma dímera.  Puede desnaturalizarse con SDS o urea (la urea está presente en el cuerpo humano cumple un rol importante en el metabolismo de compuestos animales que contienen nitrógeno). Los monómeros también están presentes en condiciones de alta fuerza iónica y PH alto. La Kappa-bungarotoxina tiene una fuerte tendencia a autoasociarse. En humanos la kappa-bungarotoxina está mayoritariamente en su forma dímera.